# 問田亀鶴丸
問田 亀鶴丸／大内 義教（といだ きかくまる／おおうち よしのり、生年不詳 - 弘治3年11月11日（1557年12月1日））は、戦国時代の人物。大内義隆の子。母は内藤興盛の娘・問田殿。亀寿丸とも。

## 生涯
問田村（現在の山口市）で養育され、外祖父である興盛が問田殿と呼ばれていたことから問田姓を称した。
天文20年（1551年）の大寧寺の変において、父義隆や兄で嫡子の義尊が陶隆房（陶晴賢）に殺されるも、亀鶴丸は助命された。その晴賢は厳島の戦いで毛利元就に敗北し、晴賢に擁立され大内氏当主となった義長も毛利氏に攻められ弘治3年（1557年）4月に自害し、大内氏は滅亡した。
同年11月10日に大内氏の遺臣である草場氏、小原氏、河越氏らによって亀鶴丸は大内氏当主として擁立され、挙兵し山口の障子ヶ岳城に立て籠もった。しかし、毛利氏方についていた叔父の内藤隆春の急襲を受け、翌11月11日の妙見崎の戦いで敗北。草場氏らは討死し、亀鶴丸は捕らえられて処刑された。
なお、海路を逃れ、豊田幾之進と改名して酒造業を営み93歳まで生きたという伝承もある。また、『萩藩閥閲録』によると、毛利氏に仕え右田の名字を御郷へと改めた御郷康政は義隆の子義教であったとされる。